# Otterstads landskommun
Otterstads landskommun var en tidigare kommun i dåvarande Skaraborgs län.

## Administrativ historik
Kommunen inrättades i Otterstads socken i Kållands härad i Västergötland när 1862 års kommunalförordningar trädde i kraft. 
Vid kommunreformen 1952 uppgick landskommunen i Norra Kållands landskommun som 1969 uppgick i Lidköpings stad som 1971 ombildades till Lidköpings kommun.

## Politik

### Mandatfördelning i Otterstads landskommun 1938-1946
| 4 | 7 | 5 |

| 16 |

| 5 | 8 | 3 |

| 16 |

| 4 | 8 | 4 |

| 16 |